# Katalin Novák

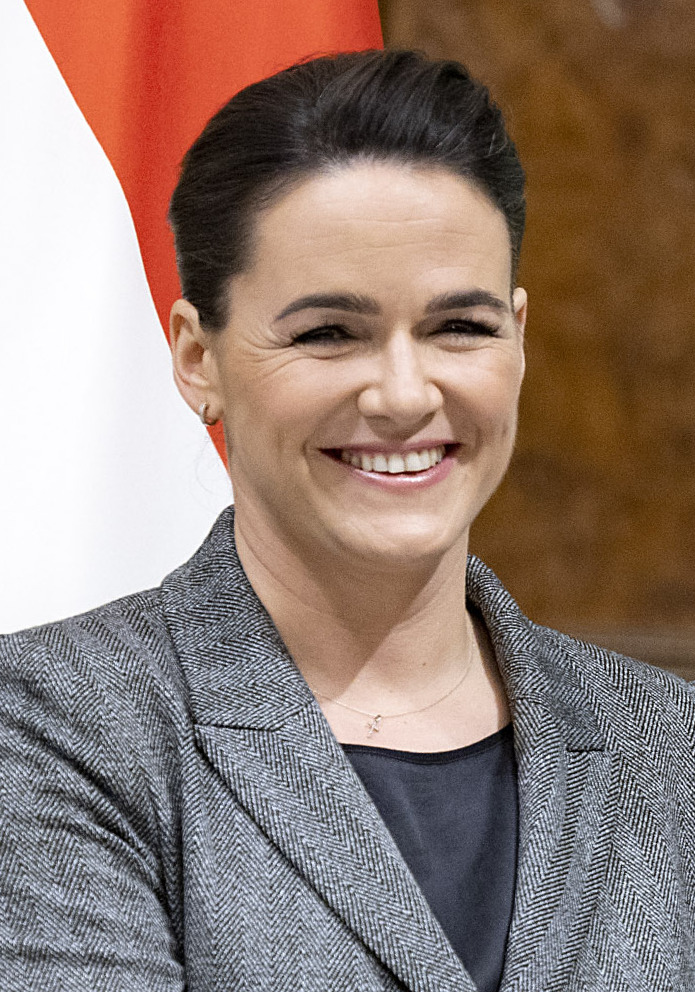
Katalin Novák (2023)

Katalin Éva Veresné Novák (in ungarischer Reihenfolge Veresné Novák Katalin Éva; * 6. September 1977 in Szeged) ist eine ungarische Politikerin der Partei Fidesz – Ungarischer Bürgerbund. Sie war von 2020 bis 2022 Familienministerin und von 2022 bis 2024 Präsidentin von Ungarn. 
Novák trat nach einer breiten öffentlichen Empörung um die Begnadigung eines wegen Beihilfe zu pädokriminellen Handlungen Verurteilten zurück.

## Leben

### Frühe Jahre
Von 1992 bis 1996 besuchte sie die Oberstufe des Endre-Ságvári-Gymnasiums in Szeged. Von 1996 bis 2001 studierte sie Wirtschaftswissenschaft an der Corvinus-Universität Budapest und zwischen 1999 und 2004 zeitweise auch an der Universität Szeged und an der Universität Paris-Nanterre.

### Politische Tätigkeit bis 2022
Ab 2001 betätigte sich Novák politisch und arbeitete im Außenministerium, spezialisiert auf EU- und europäische Themen. 2010 wurde sie Ministerberaterin im Außenministerium und 2012 Kabinettschefin des Ministeriums für den öffentlichen Dienst. Außerdem war sie Ministerkommissar für frankophone Angelegenheiten. Ab 2014 war sie Staatssekretärin für Familien- und Jugendangelegenheiten des Ministeriums für Humanressourcen. Am 1. Oktober 2020 wurde sie Ministerin für Familie.
Neben ihrer Regierungstätigkeit war Novák auch Vizepräsidentin der Partei Fidesz – Ungarischer Bürgerbund, zuständig für außenpolitische Angelegenheiten. Sie bekleidete beim Political Network for Values („Politisches Netzwerk für Werte“) das Amt der Präsidentin und bei der „International Women’s Democrat Union“ (Frauenabteilung der Internationalen Demokratischen Union) das der Vizepräsidentin. Sie ist Gründungsmitglied und Präsidentin des Klubs Frauen für Ungarn.

### Staatspräsidentschaft 2022 bis 2024
Katalin Novák wurde am 10. März 2022 zur Staatspräsidentin gewählt. Sie erhielt in geheimer Abstimmung im Parlament 137 von 188 gültigen abgegebenen Stimmen. Sie übernahm das Amt zum 10. Mai 2022 von János Áder.
Novák war die erste Frau, die Staatsoberhaupt der parlamentarischen Republik Ungarns wurde. Als Präsidentin vertrat sie teilweise Positionen, die denjenigen des Ministerpräsidenten und Vorsitzenden ihrer Partei, Viktor Orbán, der sie ins Amt gebracht hatte, in wichtigen Punkten widersprachen. So kritisierte sie mehrfach den russischen Überfall auf die Ukraine seit 2022 und sprach sich für eine zügige Ratifizierung des Beitritts Schwedens zur NATO durch das ungarische Parlament aus.

### Begnadigungs-Skandal und Rücktritt
Novák sah sich breiter Kritik ausgesetzt, nachdem Anfang Februar 2024 bekannt geworden war, dass sie im April 2023 Endre K., der als stellvertretender Direktor des Waisenhauses in Bicske in einen Fall von Pädokriminalität verwickelt und zu einer Gefängnisstrafe verurteilt worden war, kraft ihres Amtes als Staatspräsidentin begnadigt hatte. 
K. hatte mehrere Jahre lang von Missbrauchshandlungen gewusst und Heimkinder unter Druck gesetzt, ihre Aussagen gegen den Heimleiter zurückzunehmen, der sich an ihnen vergangen hatte. An dem Missbrauch selbst war K. nicht beteiligt. Der Heimleiter wurde zu acht Jahren Gefängnis verurteilt, K. zu drei Jahren und vier Monaten.
Zur öffentlichen Empörung über die Begnadigung trug besonders bei, dass Novák sich stets als Kämpferin für Familienwerte inszeniert hatte, dass die Begnadigung ausgerechnet im April 2023 anlässlich eines Besuchs von Papst Franziskus in Ungarn stattgefunden hatte und dass mit dem Begnadigungsakt auch das mit der Haftstrafe verbundene zeitweilige Berufsverbot des Verurteilten mit aufgehoben wurde. Ministerpräsident Orbán kündigte im Februar 2024 eine Verfassungsänderung an, nach der es für Straftäter, die Minderjährigen Schaden zugefügt haben, nicht mehr die Möglichkeit einer Begnadigung geben soll.
Am 10. Februar 2024 erklärte Novák ihren Rücktritt als Staatspräsidentin. Am 26. Februar 2024 trat der Rücktritt in Kraft, anschließend nahm übergangsweise der Präsident der Nationalversammlung (in diesem Fall László Kövér) die Aufgaben des Staatsoberhauptes wahr. Zu ihrem Nachfolger im Amt des ungarischen Staatspräsidenten wurde Tamás Sulyok gewählt.
Nach dem Rücktritt von Novák gab auch die ehemalige Justizministerin Judit Varga bekannt, ihre politischen Funktionen niederzulegen. Zoltán Balog legte sein Amt als pastoraler Präsident der Synode der ungarischen reformierten Kirche nieder.

## Persönliches
Katalin Novák ist verheiratet und Mutter von drei Kindern. Sie spricht neben ihrer Muttersprache Ungarisch fließend Französisch, Englisch und Deutsch sowie auf einem mittleren Niveau Spanisch.

## Auszeichnungen
- Gedenkplakette der französischen Nationalversammlung (2014) und des Senats (2020)
- Rang 6 der einflussreichsten Frauen im öffentlichen Leben Ungarns im Jahr 2018, erstellt vom ungarischen Forbes
- Ritter der französischen Ehrenlegion, 2019[13]
- Kommandeur des Verdienstordens der Republik Polen, 2019[14]
- Angelus-Familiarum-Preis (Engel der Familien), Drei-Königssöhne-und-drei-Königstöchter-Bewegung (2019)
- Pro-Familiae-Hungariae-Preis (Ungarische Wissenschaftliche Gesellschaft für Familien- und Frauenschutz) (2018)
- NOE-Preis (Landesverein der Großfamilien) (2018)
- Ágnes-Akócsi-Preis, Verband der Ungarischen Kinderkrippen (2017)
- Preis “Luchador por la Familia” („Kämpfer für die Familien”) der Associació Plataforma per la Família Catalunya, Katalonien (2016)